# Плимут (Индиана)
Плимут (англ. Plymouth) — город и административный центр округа Маршалл в штате Индиана США.

## Описание
Административный центр округа Маршалл с 1836 года. Находится в северной части Индианы, в 37 км к югу от Саут-Бенда. Основанный в 1834 году и, по-видимому, названный в честь Плимута в штате Массачусетс, он находится недалеко от места последней деревни потаватоми в этом районе, откуда в 1838 году более 850 коренных американцев были выселены и переселены в резервацию на реке Осейдж в Канзасе. Многие из них умерли от малярии и тифа, не дойдя до места назначения; памятник к юго-западу от города увековечивает переселение племени и смерть его лидера, вождя Меномини, во время вынужденного марша.

## Население
| 2010   | 2020    |
| ------ | ------- |
| 10 033 | ↗10 214 |